# Нагорное (Хабаровский край)
Наго́рное — село в Хабаровском районе Хабаровского края. Входит в Мичуринское сельское поселение.

## География
Село Нагорное стоит на Воронежских высотах (невысокий горный массив севернее Хабаровска) примерно в 1,5 км от правого берега Амура.
Дорога к селу Нагорное идёт на север от автобусной остановки «Полярная» в Краснофлотском районе Хабаровска. Расстояние от «Полярной» до села около 1,5 км.
От села Нагорное на северо-восток идёт дорога к селу Мичуринское, на автодороге — перекрёстки к сёлам Воронежское-2 и Воронежское-3.

## История
В 1969 г. указом президиума ВС РСФСР селение подсобного хозяйства второго Хабаровского горпищеторга переименовано в село Нагорное.

## Население
| 1992 | 2002 | 2010 | 2011 | 2012 | 2021 |
| ---- | ---- | ---- | ---- | ---- | ---- |
| 375  | ↘307 | ↘257 | ↗258 | ↗308 | ↗585 |

## Инфраструктура
- Сельскохозяйственные предприятия Хабаровского района.
- В окрестностях села Нагорное находятся дачные и коттеджные участки хабаровчан.
- В лесопарковой зоне на Воронежских высотах в окрестностях села Нагорное расположены летние детские оздоровительные лагеря, спортивные и туристические базы.
- От хабаровского автовокзала ходит пригородный автобусный маршрут № 114.

## Галерея

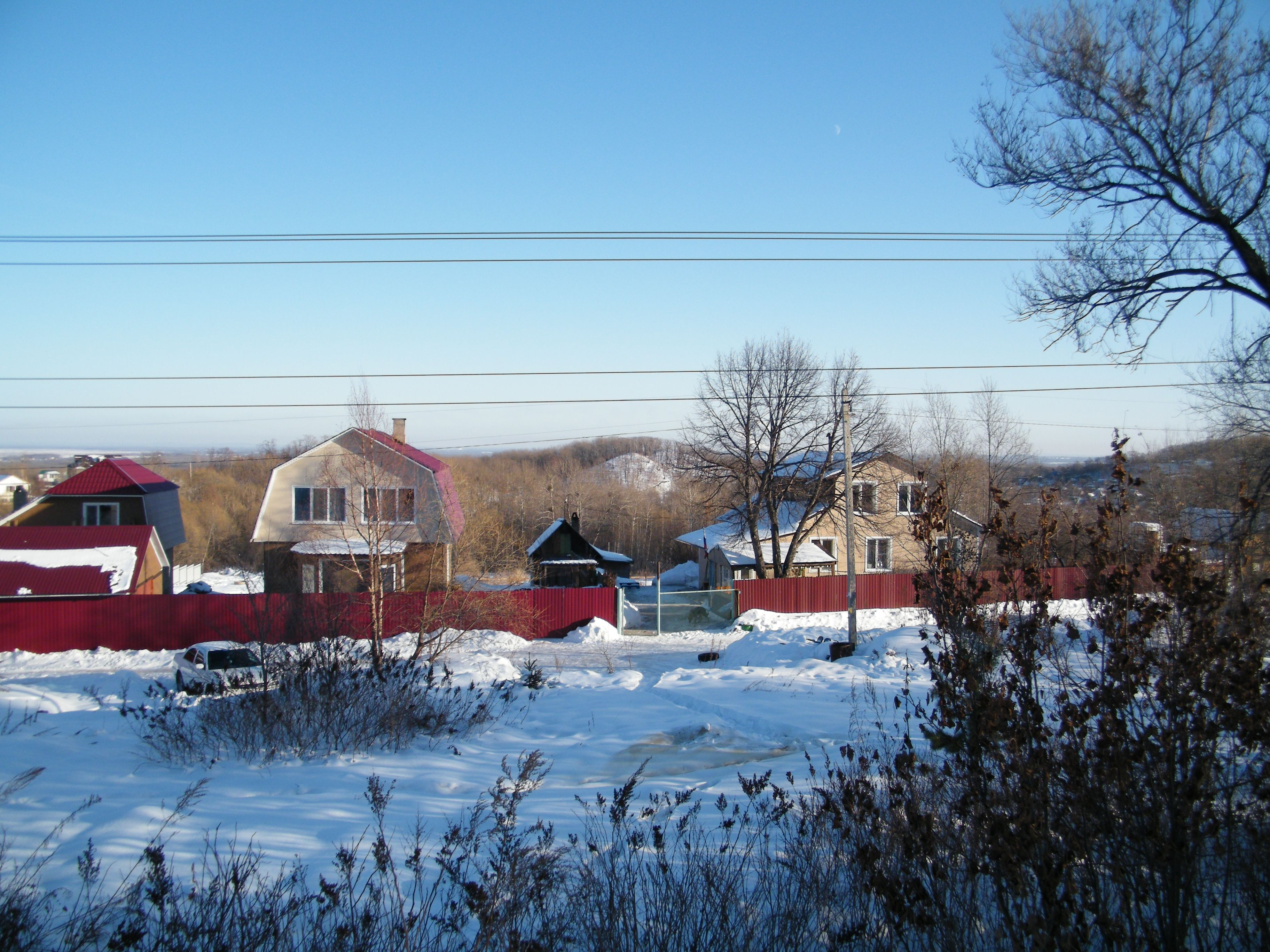
Природа в окрестностях села Нагорное
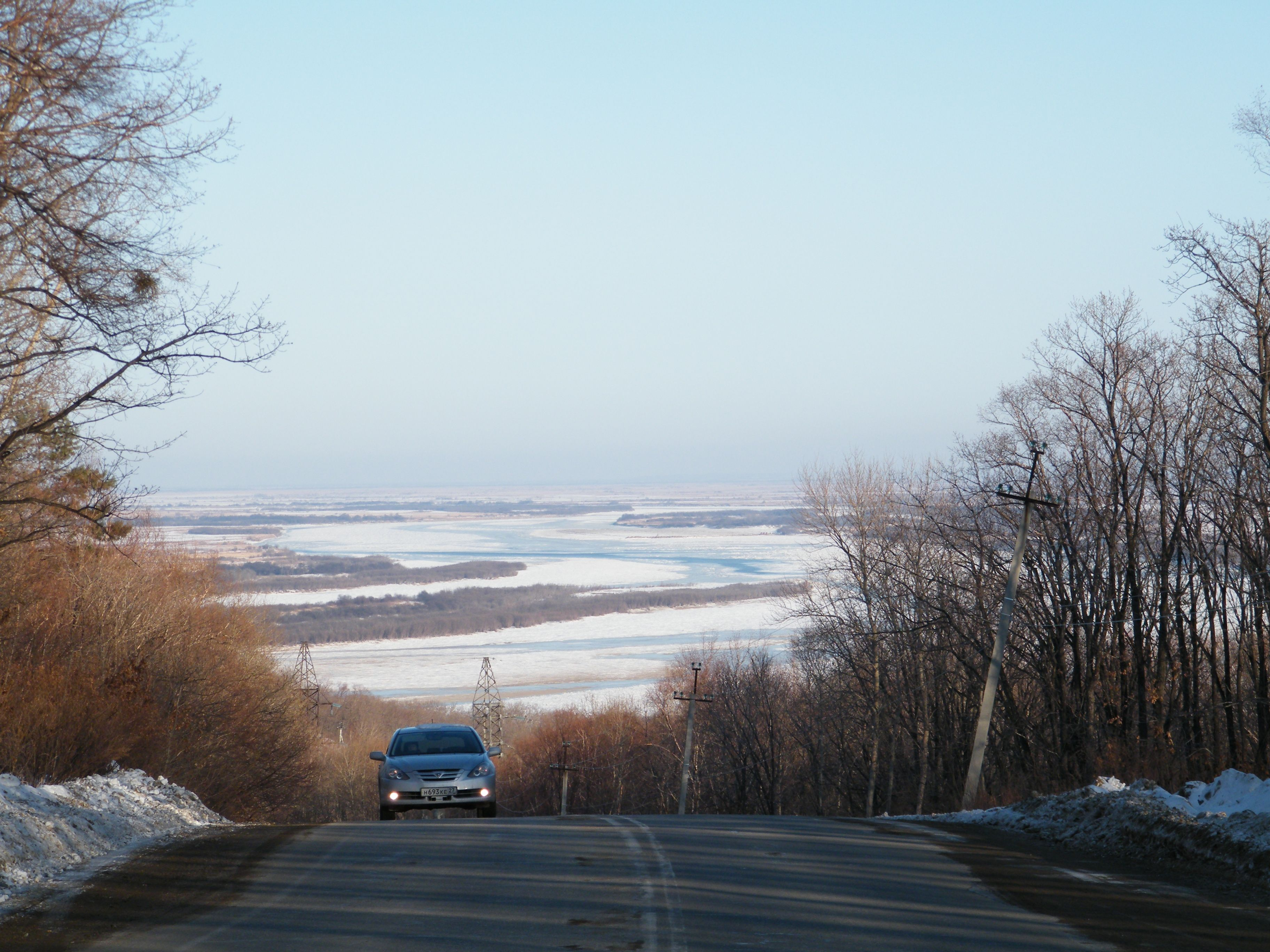
Вид на Амур из окрестностей села Нагорное